# Ranunculus nephelogenes
Ranunculus nephelogenes är en ranunkelväxtart som beskrevs av Michael Pakenham Edgeworth. Ranunculus nephelogenes ingår i släktet ranunkler, och familjen ranunkelväxter.

## Underarter
Arten delas in i följande underarter:
- R. n. geniculatus
- R. n. longicaulis
- R. n. tianschanicus